# Linia kolejowa Borynia – Pawłowice Górnicze
Linia kolejowa Borynia – Pawłowice Górnicze – normalnotorowa, niezelektryfikowana, drugorzędna, towarowa linia kolejowa nr 22 zarządzana przez Jastrzębską Spółkę Kolejową. Linia kolejowa jest poprowadzona od stacji Borynia do stacji Pawłowice Górnicze.